# Voo Varig 820
O Voo Varig 820 foi uma operação aérea da empresa brasileira Varig, que fazia a rota Rio de Janeiro - Londres, e que protagonizou um acidente fatal no dia 11 de julho de 1973, quando estava em procedimento de pouso numa escala programada, no Aeroporto de Orly, em Paris.
A aeronave, um Boeing 707, prefixo PP-VJZ partiu do Aeroporto Internacional de Galeão, no Rio de Janeiro, Brasil, nas primeiras horas do dia do fato.
O avião fez um pouso de emergência sobre uma plantação de cebolas, a cerca de quatro quilômetros do aeroporto francês, devido à fumaça existente dentro da cabine, provocada por um incêndio iniciado num dos banheiros do fundo do avião. O fogo, a fumaça e a aterrissagem forçada resultaram em cento e vinte e três mortes, com onze sobreviventes, dos quais dez tripulantes e um dos cento e dezessete passageiros.

## Incêndio

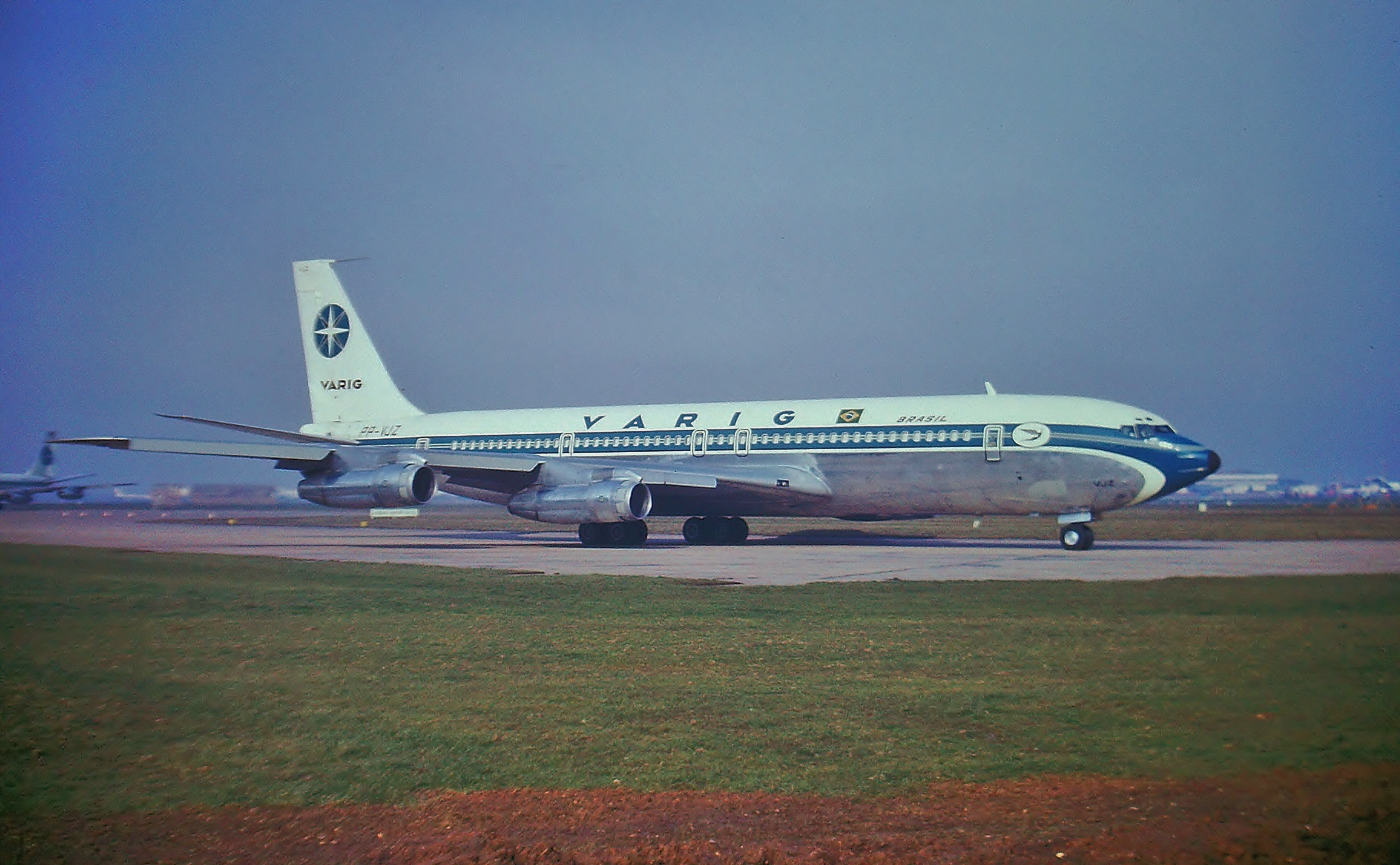
PP-VJZ, a aeronave envolvida no acidente

A tragédia teve inicio numa das toaletes, poucos minutos antes do pouso programado. O avião já se encontrava em procedimentos de descida, com todos os passageiros em seus assentos presos pelos cintos de segurança, quando a fumaça começou a tomar a aeronave. Membros da tripulação tentaram conter o incêndio que principiava no fundo do avião, na área dos banheiros, mas não conseguiram encontrar uma maneira de apagá-lo. A aterrissagem de emergência foi feita a pouco mais de um quilômetro da pista de Orly, num campo de cebolas da vila de Saulx-les-Chartreux, ao sul de Paris.
Os pilotos não conseguiam ver nada através da fumaça que invadiu a cabine e perderam a comunicação com a torre de comando do aeroporto. Quando a aeronave realizou o pouso de emergência, a maioria das pessoas a bordo já havia morrido, intoxicada pela inalação da fumaça. Apenas um passageiro sobreviveu — Ricardo Trajano, de 21 anos, que se recusou a atender a ordem dos comissários de ficar sentado preso pelo cinto e pousou sentado no chão e agarrado na porta da cabine, enquanto a maior parte da tripulação deixou o avião pela saída de emergência da cabine do piloto. O comandante do voo, Gilberto Araújo da Silva, que sobreviveu à tragédia, desapareceria seis anos depois, em 1979, quando comandava o voo cargueiro Varig 967 sobre o Oceano Pacífico, na rota Tóquio–Los Angeles–Rio de Janeiro.
Entre as vítimas fatais estavam personalidades como o cantor Agostinho dos Santos, a atriz e socialite Regina Lecléry, o iatista Jörg Bruder, o senador Filinto Müller, então presidente do Senado Federal, e os jornalistas Júlio Delamare e Antônio Carlos Scavone.
Todos os sobreviventes escaparam com ferimentos, de queimaduras a fraturas pelo corpo, provocadas pelo pouso forçado no terreno irregular, incluindo o 1º oficial Antônio Fuzimoto, responsável pelo comando nos momentos finais e pelo pouso no campo, por completa impossibilidade de visão do comandante Gilberto Araújo, que teve fratura exposta no braço.

### O passageiro sobrevivente

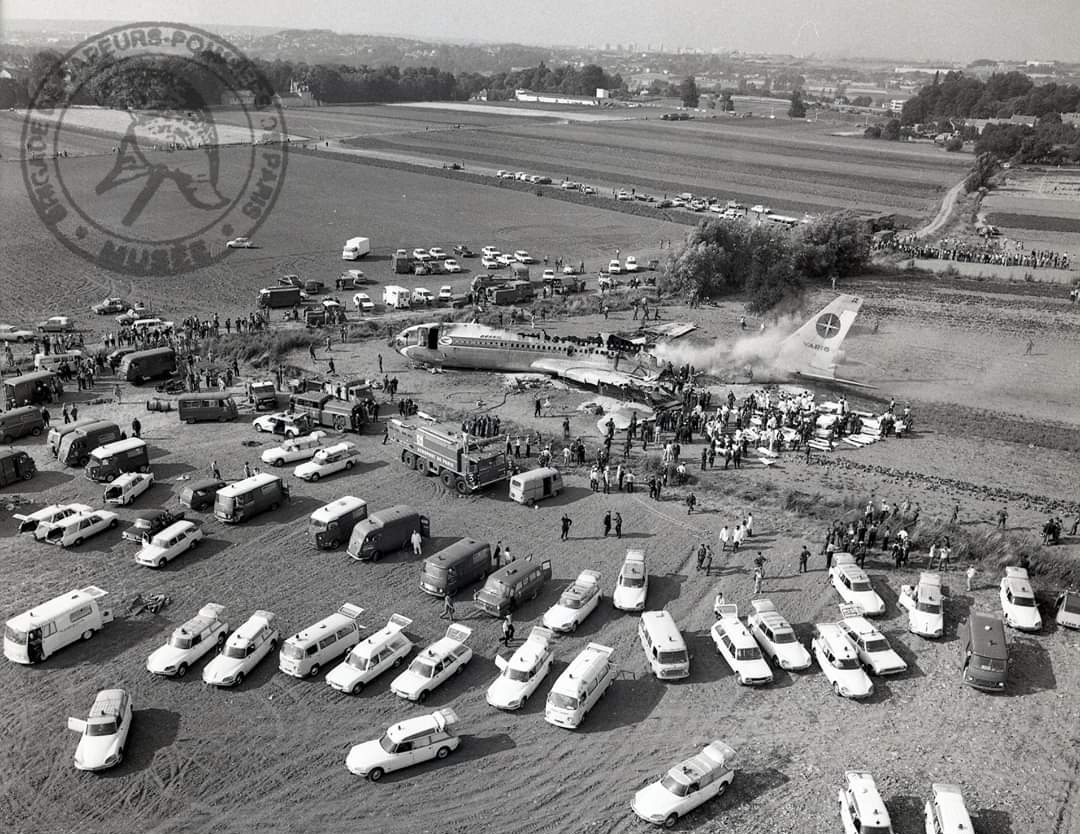
Avião no local do desastre

O jovem Ricardo Trajano, de 1,90 metro de altura, que viajou sozinho na fila 27 do avião, espalhado nas três cadeiras da penúltima fileira da classe turística, foi o único sobrevivente da tragédia entre os passageiros (dos dezessete tripulantes, sete morreram). Salvou-se por sair do lugar e ficar sentado perto da cabine de comando, respirando menos fumaça na área próxima do tapete do corredor. Ele conseguiu chegar ao pouso respirando gases tóxicos desmaiado e inconsciente, mas vivo, enquanto as pessoas morriam à sua volta, paralisadas em suas poltronas pelo monóxido de carbono da fumaça negra que envolveu todo o interior da aeronave em minutos.
Ricardo foi retirado desmaiado e agonizando do avião, pelo primeiro bombeiro francês que chegou ao local, Jean-Marc Veron, oito minutos após o pouso forçado, que conseguiu abrir a porta principal do avião, encontrando um corpo caído encostado nela. Parte do seu corpo estava queimada porque após o pouso o teto do avião desabou em fogo sobre o interior da aeronave.  
Um ano após a tragédia do voo RG-820, já recuperado depois de passar dois meses internado no Hospital da Beneficência Portuguesa, no Rio de Janeiro, transladado de maca de Paris num voo especial da Varig, Ricardo Trajano entrou numa loja da Varig no Hotel Copacabana Palace, no Rio de Janeiro, e dirigiu-se à surpresa atendente do balcão de passagens dizendo: "No ano passado comprei uma passagem para Londres, mas o avião caiu e eu não cheguei lá. Acho que tenho direito a outra." A solicitação foi atendida.

## Medidas de segurança da FAA
A causa mais provável do incêndio foi uma ponta de cigarro acesa que teria sido jogada na lixeira do toalete da aeronave, no orifício coletor de papéis. Após o desastre, a Federal Aviation Administration exigiu medidas de segurança em todos os aviões, como a colocação de avisos proibindo o fumo nos toaletes e a colocação de cigarros nos cestos de lixo, o anúncio aos ocupantes de que é proibido fumar naquele local, instalação de cinzeiros em determinados pontos da cabine e a realização de inspeções periódicas nos toaletes. Posteriormente, o fumo foi banido dos aviões.